# Xavier (luchador)
John Bedoya (Queens, 28 de diciembre de 1977-16 de agosto de 2020) fue un luchador profesional estadounidense, más conocido por su nombre en el ring como Xavier. Fue conocido por sus apariciones con Ring of Honor entre 2002 y 2004, donde fue el segundo Campeón de ROH.

## Carrera

### Primeros años (1997-2002)
Bedoya entrenó con Tony DeVito antes de debutar en 1995. Luchó para varias promociones independientes en la ciudad de Nueva York, adoptando el nombre de ring "Xavier".

### World Wrestling Entertainment (2002-2003, 2004, 2005, 2007)
Xavier apareció por primera vez en World Wrestling Entertainment (WWF) el 7 de enero de 2002 perdiendo ante Perry Saturn en un episodio de WWF Jakked. Hizo más apariciones en WWE Velocity en 2003, perdiendo ante Chuck Palumbo, Bill DeMott y Spanky respectivamente. Durante los siguientes dos años, Xavier hizo varias apariciones con WWE como extra en ángulos. En el episodio del 31 de diciembre de 2005 de Velocity, perdió ante Paul Burchill en una lucha que lo vio usar el nombre "John Xavier". El 11 de mayo de 2007, Xavier se asoció con Scotty Charisma para enfrentarse a Eugene y Jim Duggan.

### Ring of Honor (2002-2004, 2006-2007)
Xavier apareció en el primer programa de Ring of Honor (ROH), The Era of Honor Begins, el 23 de febrero de 2002, derrotando a Scoot Andrews. Durante los meses siguientes, Xavier tuvo un feudo con Andrews y James Maritato. Participó en el torneo Camino al título, tratando de convertirse en el contendiente número uno al Campeonato de ROH, pero fue eliminado en la primera ronda por Amazing Red. Después de derrotar decisivamente a Andrews en varias ocasiones, Xavier solicitó, y se le concedió, una oportunidad por el Campeonato de ROH. Se enfrentó al actual campeón, Low Ki, el 21 de septiembre de 2002, y derrotó a Low Ki que vio muchas trampas por parte de Xavier e interferencia de Christopher Daniels. Después de su victoria, el recién coronado campeón se unió al establo del talón de Daniels, The Prophecy. Con la ayuda de The Prophecy, Xavier defendió con éxito su título contra Jay Briscoe, A.J. Styles y, en dos ocasiones, Paul London, antes de perder ante Samoa Joe en Night of Champions el 22 de marzo de 2003.
Tras su derrota, Xavier estuvo ausente durante varios meses. Regresó a ROH en Death Before Dishonor el 19 de julio de 2003, y posteriormente le dio la espalda a The Prophecy. Perdió ante su excompañero, Christopher Daniels, en un partido por el contendiente número uno el 16 de agosto en Bitter Friends, Stiffer Enemies. Durante el resto del año, Xavier participó en el torneo Field of Honor, perdió ante Matt Stryker en las semifinales y tuvo un feudo con John Walters, que culminó con una "Fight Without Honor" en la Final Battle 2003 el 27 de diciembre, que fue ganado por Walters.
En 2004, Xavier se unió a The Embassy, un establo dirigido por Prince Nana. Permaneció en la Embajada hasta abril de 2004, cuando estuvo fuera de servicio durante seis meses por una lesión en el hombro. Se recuperó de su lesión en diciembre de 2004 y regresó al circuito independiente.
Xavier regresó a ROH el 11 de febrero de 2006, desafiando a Bryan Danielson por el Campeonato de ROH después de que el miembro de la Embajada Alex Shelley se perdiera el evento debido a las condiciones climáticas. Perdió ante Danielson por descalificación tras la interferencia de Jimmy Rave, otro miembro de The Embassy. El 16 de febrero de 2007, Xavier regresó a ROH para reemplazar a un Davey Richards lesionado en un combate de "lucha a cuatro bandas" que involucró a Shingo, Jack Evans y Jimmy Jacobs. Fue eliminado primero.
Xavier estaba programado para regresar en marzo de 2020 para el evento "Past vs. Present" de ROH contra Jay Lethal, pero los planes se cancelaron debido a la pandemia de COVID-19.

### Circuito independiente (2002-2011)
Xavier compitió por numerosas promociones independientes a lo largo de su carrera, incluyendo USA Pro Wrestling, UXW, Pro-Pain Pro Wrestling (3PW), East Coast Wrestling Association (ECWA), MXW, Jersey All Pro Wrestling (JAPW), New York Wrestling Connection (NYWC), Northeast Wrestling (NEW) y Chaotic Wrestling.

### Total Nonstop Action Wrestling (2010)
El 26 de julio de 2010, Jirus luchó en un dark match de prueba para Total Nonstop Action Wrestling (TNA), perdiendo ante Douglas Williams.

## Muerte
Bedoya murió el 16 de agosto de 2020.

## En lucha
- Movimientos finales
  - 450 Degrees of Fear[4] (450° splash)[5]
  - Kiss Your X Goodbye[4] (Pumphandle sitout facebuster)[5]
  - X Breaker[4] (Straight jacket hangman's neckbreaker)[5]
- Movimientos de firma
  - Cobra clutch,[5] a veces seguido de un suplex[5]
  - High knee[5]
  - Sitout suplex slam[5]
  - Springboard moonsault a la afuera del ring[5]
  - Superkick[5]
  - X Slam[4] (Backbreaker rack arrojado en un inverted Samoan drop)[5]
- Mánagers
  - Simply Luscious
  - Allison Danger
  - Lollipop
  - Prince Nana

## Campeonatos y logros
- Defiant Championship Wrestling
  - DCW Heavyweight Championship (1 vez)

- East Coast Wrestling Association
  - ECWA Heavyweight Championship (1 vez)[6]
  - ECWA Tag Team Championship (1 vez) – con Low Ki[6]

- Impact Championship Wrestling
  - ICW Heavyweight Championship (3 veces)[6]
  - ICW Tag Team Championship (1 vez) - con Christopher Daniels[7]
  - Impact Cup (2010) - con Christopher Daniels[8]

- Jersey All Pro Wrestling
  - JAPW Light Heavyweight Championship (1 vez)[6]

- New York Wrestling Connection
  - NYWC Interstate Championship (1 vez)

- Northeast Wrestling
  - NEW Championship (1 vez)[9]
  - NWA Northeast Television Championship (1 vez)

- Ring of Honor
  - ROH Championship (1 vez)[10]

- Ultimate Championship Wrestling
  - UCW North Eastern Championship (1 vez)[11]

- USA Xtreme Wrestling
  - UXW Heavyweight Championship (1 vez)[5]
  - UXW Tag Team Championship (1 vez) – con Low Ki[5]
  - UXW United States Championship (1 vez)[5]
  - UXW X-treme Championship (2 veces)[5]

- Wrestling Superstars Unleashed
  - WSU Heavyweight Championship (1 vez)[12]